# فرودگاه اوربرو
فرودگاه اوربرو (به انگلیسی: Örebro Airport) یک فرودگاه همگانی مسافربری با کد یاتا ORB است که یک باند فرود آسفالت دارد و طول باند آن ۲۶۰۱ متر است. این فرودگاه در کشور سوئد قرار دارد و در ارتفاع ۵۷ متری از سطح دریا واقع شده است.